# Бедфорд (округ, Теннессі)
Шаблон:StateAbbr_ 35°31′ пн. ш. 86°28′ зх. д. / 35.51° пн. ш. 86.46° зх. д.
Округ Бедфорд (англ. Bedford County) — округ (графство) у штаті Теннессі, США. Ідентифікатор округу 47003.

## Історія
Округ утворений 1807 року.

## Демографія
За даними перепису 2000 року загальне населення округу становило 37586 осіб, зокрема міського населення було 15362, а сільського — 22224. Серед мешканців округу чоловіків було 18645, а жінок — 18941. В окрузі було 13905 домогосподарств, 10350 родин, які мешкали в 14990 будинках. Середній розмір родини становив 3,06.
Віковий розподіл населення поданий у таблиці:
| Стать    | До 15 років | 15-21 | 22-29 | 30-39 | 40-49 | 50-65 | 65-85 | Понад 85 |
| -------- | ----------- | ----- | ----- | ----- | ----- | ----- | ----- | -------- |
| Чоловіки | 4115        | 1953  | 2214  | 2822  | 2727  | 2836  | 1833  | 145      |
| Жінки    | 4005        | 1767  | 2068  | 2758  | 2545  | 3020  | 2358  | 420      |

## Суміжні округи
- Резерфорд — північ
- Коффі — схід
- Мур — південний схід
- Лінкольн — південь
- Маршалл — захід

## Виноски
1. ↑  U.S. Decennial Census. United States Census Bureau. Архів оригіналу за 26 квітня 2015. Процитовано 1 квітня 2015.
2. ↑  Historical Census Browser. University of Virginia Library. Архів оригіналу за 11 серпня 2012. Процитовано 1 квітня 2015.
3. ↑  Forstall, Richard L., ред. (27 березня 1995). Population of Counties by Decennial Census: 1900 to 1990. United States Census Bureau. Архів оригіналу за 21 лютого 2015. Процитовано 1 квітня 2015.
4. ↑  Census 2000 PHC-T-4. Ranking Tables for Counties: 1990 and 2000 (PDF). United States Census Bureau. 2 квітня 2001. Архів оригіналу (PDF) за 18 грудня 2014. Процитовано 1 квітня 2015.
5. ↑  State & County QuickFacts. United States Census Bureau. Архів оригіналу за 7 липня 2011. Процитовано 29 листопада 2013. [Архівовано 2011-07-04 у Wayback Machine.](англ.) Наведено за англійською вікіпедією.
6. ↑  American FactFinder. Бюро перепису населення США. Архів оригіналу за 26 лютого 2012. Процитовано 31 січня 2008. [Архівовано 2008-05-21 у Wayback Machine.]

| США | Це незавершена стаття з географії США. Ви можете допомогти проєкту, виправивши або дописавши її. |